# الشامل في الصناعة الطبية
كتاب الشامل في الصناعة الطبية لعلاء الدين القرشي المعروف باسم ابن النفيس هو أكبر موسوعة علمية في التاريخ الإنساني يكتبها شخص واحد.
عكف ابن النفيس على تدوين موسوعته سنوات طويلة، فوضع مسوداتها بحيث تأتي في ثلاث مئة مجلد، بيَّض ابن النفيس منها ثمانين فقط ثم وافته المنية وهو في الثمانين من عمره وذلك سنة 687هـ بالقاهرة، ولقد أهدى ابن النفيس المجلدات الثمانين مع مكتبته وداره وأمواله إلى البيمارستان المنصوري بالقاهرة – مستشفى قلاوون الآن - الذي كان ابن النفيس مشرفاً عليه باعتباره أكبر مستشفيات القاهرة آنذاك ومحل عمل «رئيس أطباء مصر» وهو المنصب الذي شغله ابن النفيس حتى وفاته. 
و قد كان معتداً بهذه الموسوعة لإيمانه بقيمتها، فقد قال:«لو لم أعلم أن تصانيفي تبقى بعدي عشرة آلاف سنة، ما وضعتها»
و مع مرور الزمن وتقلب الظروف، تفرّقت مجلدات (الشامل) وضاع أغلبها، حتى لم يبق من الشامل في مكتبات مصر كافة، إلا مجلدان. إلى أن قام الدكتور يوسف زيدان، الذي ندب نفسه لإخراج مخطوطات التراث العربي إلى الحياة، بجمع مخطوطات (الشامل) المتناثرة في مكتبات العالم وخزانات المخطوطات العتيقة (منها المكتبة الظاهرية في دمشق والمكتبة البودلية في أوكسفورد وغيرهما)، حتى اجتمع بين يديه منها أربعون كتاباً، فحقّقها.
و نشرها المجمع الثقافي بأبو ظبي بالتدريج ابتداءاً من عام 2000م، بعد مؤتمر صحفي دولي في مارس-1999 لتوقيع عقد النشر.